# Эдмондс, Рэй
Рэй Э́дмондс (англ. Ray Edmonds, род. 28 мая 1936 года) — английский бывший профессиональный игрок в снукер и английский бильярд. В начале 70-х Рэй дважды выигрывал любительский чемпионат мира. Эдмондс четырежды выходил в финальную стадию профессионального чемпионата мира, но ни разу не пробивался даже в 1/8 финала. Также он 6 раз играл в чемпионате Великобритании, а на турнире 1979 года достиг четвертьфинала. Высшая позиция Рэя в рейтинге — 19-я — была в сезоне 1981/82. Недавно Эдмондс открыл снукерный центр в Гримсби, а также начал комментировать снукерные матчи на канале BBC.
В 1985 году Рэй Эдмондс был чемпионом мира по английскому бильярду.